# Peter Andriesse
Peter Andriesse (Arnhem, 5 juli 1941) is een Nederlandse auteur. Hij studeerde psychologie en was na zijn studie aanvankelijk werkzaam als tekstschrijver voor reclamebureaus en als journalist.

## Carrière
De jury van de Reina Prinsen Geerligsprijs voor jong literair talent verleende Peter Andriesse in 1965, vier jaar voor de publicatie van zijn debuutbundel Verboden te jodelen, al een eervolle vermelding voor de verhalen die hij in literaire tijdschriften had gepubliceerd.
In 1970 publiceerde hij, in samenwerking met Heere Heeresma, Hans Plomp en George Kool een Manifest van de jaren zeventig, waarin de groep zich afzet tegen gevestigde auteurs en tegen de door hen als nieuwe wartaal afgewezen experimentele literatuur die in die tijd nogal in opgang was.
Ook in zijn latere werk is Andriesse zijn toenmalige streven naar vlot leesbare, realistische en herkenbare verhalen altijd trouw gebleven. Als stijlmiddelen zijn zelfs gemeenplaatsen en trivialiteiten niet taboe; integendeel, zij worden zorgvuldig gekoesterd en ingebed in persiflage, gossip en tongue-in-cheek-ironie.
Beste voorbeeld van deze methode, en tevens Andriesses succesvolste roman, is de in 1971 verschenen, gepersifleerde dokters- en tevens sleutelroman Zuster Belinda en het geheime leven van Dr. Dushkind, waarin alle opgevoerde personages genoemd zijn naar meer en minder bekende sigarettenmerken.
Andriesse was medewerker van Propria Cures van 1969 tot 1979.
Andriesse gaf tussen 1982 en 1984 in eigen beheer het tijdschrift Kamikaze uit, een tegenromantisch strijdschrift tegen alles en iedereen. Daarnaast werkte hij onder meer mee aan het alternatieve cultuurtijdschrift Gandalf.

### Verhalen
- Verboden te jodelen!, Manteau (5e meridiaan reeks), Brussel (1969)
- De roep van de tokèh: brokjes Indies jeugdsentiment, Paris-Manteau (Marnixpocket), Amsterdam (1972) ISBN 90 223 0311 X
- Koude sambal: Indisch jeugdsentiment, Loeb & Van der Velden, Amsterdam (1978) ISBN 90 6213 084 4
- Nachtangst: ernstige verhalen, Peter van der Velden, Amsterdam (1980) ISBN 90 6521 008 3
- Het dertiende ongeluk: verhalen, Bert Bakker, Amsterdam (1983) ISBN 90 6019 974 X
- Wonderbare visvangst op Pulu Laut, Uitgave t.g.v. het verschijnen van een catalogus gewijd aan Indische bellettrie, oplage van 175 ex., genummerd I-VIII (gesigneerd door de auteur) en 9-175, Minerva, Den Haag (1987)
- Koude sambal : Indische jeugdverhalen, Bert Bakker, Amsterdam (1990) ISBN 90 351 0991 0
- Koude Sambal: Indische Jeugdverhalen, In de Knipscheer, Haarlem (2015) ISBN 978-9062659043 NUR 303
- Kerstverhalen voor Eva, In de Knipscheer, Haarlem (2015) ISBN 978-9062659005 NUR 280,303
- Claire Obscure: Verhalen van lust en verlangen. In de Knipscheer, Haarlem (2017) ISBN 978 90 6265 959 3

### Novellen
- Desperado's: een novelle, Peter van der Velden, Amsterdam (1981) ISBN 90 6521 042 3 (Eerder als feuilleton verschenen in Folia Civitatis)
- Moord in de Engelbewaarder: memories of a mad café, De Engelbewaarder, Amsterdam (1973, losbladig feuilleton)

### Romans
- Zuster Belinda en het geheime leven van Dokter Dushkind, Bert Bakker, Amsterdam (4e druk, 1992) ISBN 90 351 1131 1 (Oorspronkelijk uitgegeven door De Bezige Bij (1971))
- Leven op het land, Peter Loeb, Amsterdam (1976) ISBN 90 6213 016 X
- Gezelligheid troef: geschiedenis van een scheiding, Peter Loeb, Amsterdam (1977) ISBN 90 6213 027 5
- Spaanse vlieg, Peter van der Velden, Amsterdam (1980) ISBN 90 6521 003 2
- De geur van de durian, Bert Bakker, Amsterdam (1986) ISBN 90 351 0402 1
- Verre vrouwen, of Uit het leven van een man alleen, Bert Bakker, Amsterdam (1993) ISBN 90 351 1124 9
- Het stilettomeisje: een erotische thriller, Bert Bakker, Amsterdam (1994) ISBN 90 351 1346 2
- De rode kimono, In de Knipscheer, Haarlem (2014) ISBN 9062658539

### Essays
- Beweren en bewijzen zijn twee: 54 beweringen, o.a. over waansystemen, psychosen, vrijheid en kreativiteit, met polemieken tegen prof. J. Droogleever Fortuyn, Gerard Kornelis van het Reve en dr. C.W. Rietdijk en een briefwisseling met Willem Frederik Hermans, De Bezige Bij (Literaire reuzenpocket), Amsterdam (1971) ISBN 90 234 0378 9

### Tijdschriften
- Kamikaze, of De laatste bestorming van de Zangberg: tegenromantisch strijdschrift tegen alles en iedereen, Kamikaze, Amsterdam (1982-1984) ISSN 0168-1265

### Non-fictie
- Manifest voor de jaren zeventig, De Bezige Bij, Amsterdam (1970) ISBN 90 234 5098 1
- Tachtig lijstjes: een selektie uit de lijstjes zoals gepubliceerd in: De toestand (een rubriek van De nieuwe linie) van okt. 1968 tot juli 1970 (met S. Brillenslijper en Rudi ter Haar), Bert Bakker, Amsterdam (1970) ISBN 90 6019 164 1
- Manteau-auteurs scheren hun zwarte schapen, Paris-Manteau, Amsterdam (1973) ISBN 90 223 0402 7

## Over de auteur
- G.K. van het Reve, De redelijk denkende mens Peter Andriesse, Tirade, jg 11, nr 128/129, p 453-456 (1967).
- J. Kuypers, Interview met Peter Andriesse, Kofschip, jg 13, nr 1, p 54-58 (1985).
- T. Luiken, Schrijver bijt zichzelf: Kamikaze (1982) van Peter Andriesse, De Parelduiker, jg 1, nr 4, p 55-61 (1996).